# 蒂夫河 (艾施河支流)
49°32′11″N 10°28′58″E / 49.53639°N 10.48278°E
蒂夫河是德國的河流，位於該國東南部，由巴伐利亞負責管轄，屬於艾施河的支流，河道全長7.7公里，流域面積34平方公里。